# TransFalcón
TransFalcón es el nombre que recibe un sistema de transporte masivo localizado en el estado Falcón, al norte del país sudamericano de Venezuela. El sistema inició inauguralmente con servicios en la ciudad de Punto Fijo, para posteriormente extenderse al resto de le geografía falconiana.

## Historia
La empresa de transporte fue creada por la Gobernación del estado Falcón, mediante un convenio con el Ministerio del Poder Popular para Transporte Terrestre, arrancando operaciones en Punto Fijo con la ruta Ciudad Federación-Centro, con 14 modernas unidades Yutong traídas al país gracias a un convenio suscrito entre Venezuela y la República Popular China.
Las obras del sistema empezaron en marzo de 2014, la primera etapa que abarcaba localidades como Ciudad Federación en Punto Fijo, fue inaugurada formalmente por autoridades nacionales, regionales y municipales el 27 de marzo de 2014. Siendo el cuarto sistema de este tipo en el país, tras el Trolmérida, Transbarca y BusCaracas. Posteriormente, se añadieron a este, el TransCarabobo y TransAnzoátegui, ambos en 2015.

## Rutas
La ruta inaugural Ciudad Federación-Centro (Punto Fijo) comenzó operaciones con 7 estaciones, operando con autobuses chinos de la marca Yutong. Con 30 minutos desde que sale hasta que retorna y una periodicidad de 10 minutos entre unidad y unidad. Posteriormente, se activaron rutas como Maraven, Punta Cardón-Centro, Los Taques-Judibana-Centro, Antiguo Aeropuerto, entre otras; todas ellas en Punto Fijo. Adicionalmente, se activaron rutas en Coro, como Manaure, Libertadores, Coro-Cumarebo, entre otras más.

## Unidades
La primera etapa desarrollada en Punto Fijo, contó en su inauguración con 14 autobuses Yutong, a los que posteriormente se fueron añadiendo más unidades, las mismas tienen una capacidad para 180 personas con costo de 480 mil dólares cada uno. Se trata de buses que trabajan con diésel. Las unidades cuentan con cámaras de seguridad, aire acondicionado y áreas preferenciales para adultos mayores y mujeres embarazadas.